# رایانه مجازی تحت شبکه
شبکه مجازی رایانه (به انگلیسی: Virtual Network Computing) (اختصاری VNC)، سامانهٔ تعریف شده برای انتقال محتویات رایانه با استفاده از پروتکل RFB‏ (Remote FrameBuffer) است تا بتوان از راه دور رایانه را کنترل نمود. این سامانه، تصویر نقش بسته به روی رایانهٔ راه دور را به رایانهٔ کاربر در مکانی دیگر ارسال می‌کند و همچنین اطلاعات کلیدهایی که کاربر فشار می‌دهد یا کلیک‌های موش‌واره را به رایانهٔ مقصد می‌رساند. با این روش می‌توان به هر رایانهٔ تحت شبکه وصل شد و آن را همانند رایانهٔ معمولی هدایت نمود.
«وی‌ان‌سی» به یک یا چند سیستم‌عامل محدود نمی‌شود و تحت هر سیستم‌عاملی قابل استفاده است. یک «بازکنندهٔ وی‌ان‌سی» (VNC View) می‌تواند به هر کارساز وی‌ان‌سی متصل شود و آن کارساز را هدایت نماید. همچنین کارساز اجازهٔ متصل شدن چند کاربر در یک زمان را می‌دهد.
وی‌ان‌سی در ابتدا توسط شرکت «ای‌تی‌اندتی» (AT&T) طراحی و ساخته شد. کد منبع اصلی وی‌ان‌سی و وی‌ان‌سی‌های مدرن تحت پروانهٔ جامع همگانی گنو (GNU General Public License) منتشر شده است.

## مطالعه بیشتر
- Tristan Richardson, Quentin Stafford-Fraser, Kenneth R. Wood & Andy Hopper, "Virtual Network Computing", IEEE Internet Computing, Vol.2 No.1, Jan/Feb 1998 pp. 33–38 PDF format